# Paloma Picasso
Anne Paloma Ruiz-Picasso Gilot (Vallauris, 19 aprile 1949) è una stilista, designer e imprenditrice francese.

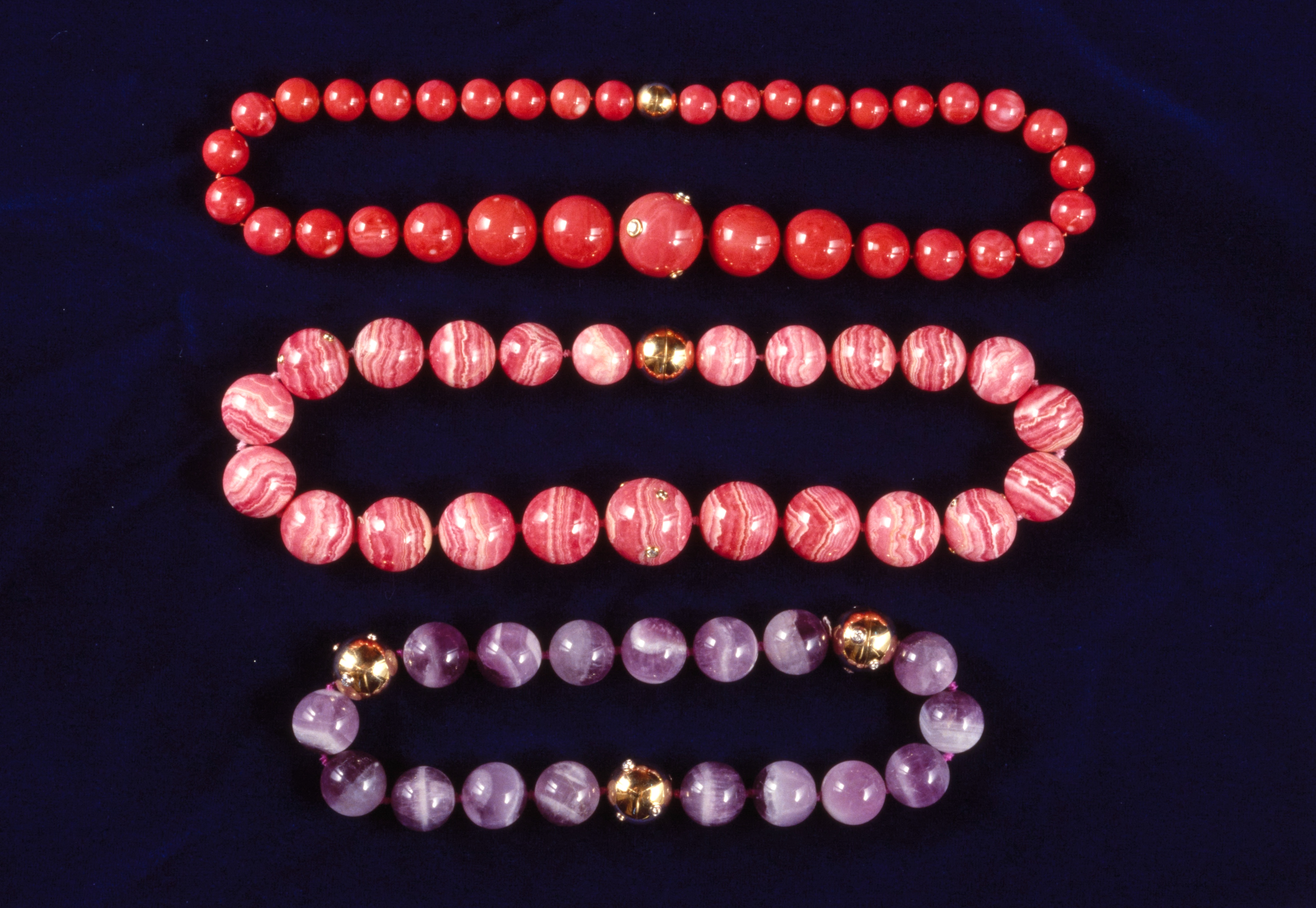
Gioielleria, Paloma Picasso.

Logo Paloma Picassos profumeria

Di origini spagnole, è conosciuta per i suoi gioielli disegnati per Tiffany & Co. e per essere la figlia di Pablo Picasso e della pittrice-scrittrice Françoise Gilot. Paloma Picasso è rappresentata in alcune delle opere del padre, come Paloma con un'arancia e Paloma in blu. I suoi nonni paterni furono il pittore spagnolo José Ruiz y Blasco (1838-1913) e María Picasso y López (1855-1939), spagnola di origine genovese. I nonni materni invece furono l'agronomo francese Émile Gilot (1889‐1957) e l'acquarellista francese Madeleine Renoult (1898-1985). 

## Biografia
La carriera di designer di Paloma Picasso (nata Anne Paloma Ruiz-Picasso y Gilot in Vallauris) inizia nel 1968 quando è a Parigi e muove i primi passi come costumista. Alcune collane di strass che aveva creato per le Folies Bergères con pietre acquistate nei mercatini delle pulci attirano l'attenzione della critica. Incoraggiata da questo primo successo, approfondisce lo studio del design di gioielli presentando un anno dopo le sue prime realizzazioni ad un amico, il famoso couturier Yves Saint Laurent, che le affida subito l'incarico di disegnare accessori per accompagnare una delle sue collezioni. Nel 1971 lavora per la società di gioielli greca Zolotas. 
Nel 1974, un anno dopo la morte del padre, appare nel ruolo della contessa Erzsébet Báthory nel film erotico Racconti immorali diretto dal registra polacco Walerian Borowczyk. Quindi aiuta ad allestire il Museo Picasso di Parigi. Nel 1980, su invito del direttore artistico John Loring, inizia a disegnare gioielli per Tiffany & Co. di New York. Nel 1984 crea il profumo "Paloma" per L'Oréal, definendolo nel New York Times intenso per "donne forti come me". Nello stesso anno realizza cosmetici e linee per il bagno, tra cui lozioni per il corpo, polvere, gel doccia e sapone. Crea anche una propria casa di moda, producendo non solo profumi ma anche abiti da sera e rossetti. Si fa conoscere anche come cliente fissa della famosa discoteca Studio 54, dove è fotografata con Jerry Hall, Truman Capote, Andy Warhol.
Nel 2010 Picasso festeggia il suo trentesimo anniversario con Tiffany and Co. introducendo una collezione basata sul suo amore per il Marocco, chiamata Marrakesh. Nel 2011 debutta con la sua collezione Venezia, che celebra la città di Venezia, amata a prima vista. Una volta suscita scandalo presentandosi a Palazzo Grassi ad una festa per la Biennale dedicata a una mostra sul pop art: si presenta senza scarpe, due rami di perline sui capelli, un fiore di loto in mano e con un indosso un pianale, quello usato dai preti, ricamato in giallo oro, in grado di coprire solo davanti e dietro ma aperto ai lati. Con lei due amici artisti, uno è il direttore creativo di Tiffany. In un'altra occasione si fa fotografare da Helmut Newton mentre tiene un bicchiere in mano davanti al capezzolo sinistro scoperto.

### Vita privata
Nel 1978 si sposa con il drammaturgo e regista Rafael Lopez-Cambil (noto anche come Rafael Lopez-Sanchez). In seguito la coppia divorzia e nel 1999 Paloma si sposa con Eric Thévenet, un dottore in medicina osteopatica. L'interesse di Thévenet per l'arte e il design ha fornito un prezioso contributo nella creazione delle collezioni di gioielli della moglie. Paloma Picasso e suo marito vivono a Losanna, in Svizzera, e a Marrakech, in Marocco. 
Quattro i fratelli e fratellastri di Paloma: Claude (1947-2023), Paulo (1921-1975), Maya (1935-2022), Aurelia (nata nel 1956).

## Filmografia
- Racconti immorali (Contes immoraux), regia di Walerian Borowczyk (1973)

## Omaggi
- Due musei americani hanno acquisito il lavoro di Paloma Picasso per le loro collezioni permanenti. Ospitato nel Museo Nazionale di Storia Naturale della Smithsonian Institution è una collana kunzite di 396,30 carati disegnata da lei. E i visitatori del Field Museum of Natural History di Chicago possono vedere il suo bracciale in pietra di luna da 408,63 carati accentato con "fulmini" a forma di diamante.[1]
- Dal 1983 è membro dell'International Best Dressed List.

## Riconoscimenti
- Nel 1988 è stata premiata da The Fashion Group come una delle "donne che hanno avuto un impatto straordinario sul nostro settore".
- The Hispanic Designers Inc. l'ha presentata con il suo premio MODA per l'eccellenza del design.